# Gerhard Meyer (Kaufmann, 1774)
 Gerhard Meyer  (* 30. März 1774 in Bremen; † 1855 in Bad Rehburg) war ein deutscher Kaufmann und Bremer Bauherr am St.-Petri-Dom.  

## Biografie
Meyer war der Sohn eines Reepschlägers. Vater und Mutter starben schon früh (1780 bzw. 1787), so dass er als Waise mit seinen vier Geschwistern aufwuchs. Er absolvierte eine Kaufmannslehre in der Handelsfirma Grovermann und heiratete 1800 die Tochter des Firmeninhabers. 1799 gründete er eigene Firmen für den Teehandel, für Kommissions- und Speditionsgeschäfte, sowie einen Ofen- und Fliesenhandel und eine Tabakfabrik. Später war er noch Bevollmächtigter einer Assekuranz-Compagnie (Versicherung).
Bedeutung erlangte Meyer durch seine Ämter in der Domgemeinde von Bremen. Von 1805 bis 1815 war er Domdiakon, 1811 Administrator des St.-Petri-Waisenhauses und seit 1815 Alt-Diakon. 1817 stiftete er dem Waisenhaus am Domshof (Nr. 8–9) (seit 1904 Neubau der Bremer Bank) ein Gebäude. Von 1822 bis 1839 war er der Bauherr am Dom. Bauherren werden in den Gemeinden der Bremer Stadtkirchen die geschäftsführenden Vorstände genannt. Er setzte sich erfolglos für die Rückgabe der seit 1803 durch den Reichsdeputationshauptschluss der Stadt gehörenden Struktureigüter (Gebäude, Ländereien wie Pauliner Marsch) des Doms ein. Auf seine Initiative entstand um 1822 der Bleikeller als Teil des Dom-Museums.
Der belesene Meyer besaß eine große Bibliothek, die er zwar der Domgemeinde vererbte, welche sie jedoch 1868 verkaufte. Weiterhin widmete er sich den bremischen Familiengeschichten. Er verfasste mehrere Schriften u. a. 1828 das Werk Einiges über die Denkwürdigkeiten der Domkirche zu Bremen mit Informationen zu den Räumen, Grabplatten, Gemälden und Kunstschätzen des Doms (neuverlegt Bremen 2001). 